# Dirk Van Den Bosch
Dirk Van Den Bosch (13 april 1961) is een Belgische voormalige atleet, die gespecialiseerd was in het hordelopen.

## Biografie
Van Den Bosch werd in 1983 Belgisch kampioen op de 110 m horden. Hij was aangesloten bij Daring Club Leuven.

## Belgische kampioenschappen
| Onderdeel    | Jaar |
| ------------ | ---- |
| 110 m horden | 1983 |

## Persoonlijk record
| Onderdeel    | Prestatie | Datum           | Plaats  |
| ------------ | --------- | --------------- | ------- |
| 110 m horden | 14,50 s   | 4 augustus 1985 | Brussel |

## Palmares
110 m horden
- 1983:  BK AC – 14,67 s